# Hedeselskabet

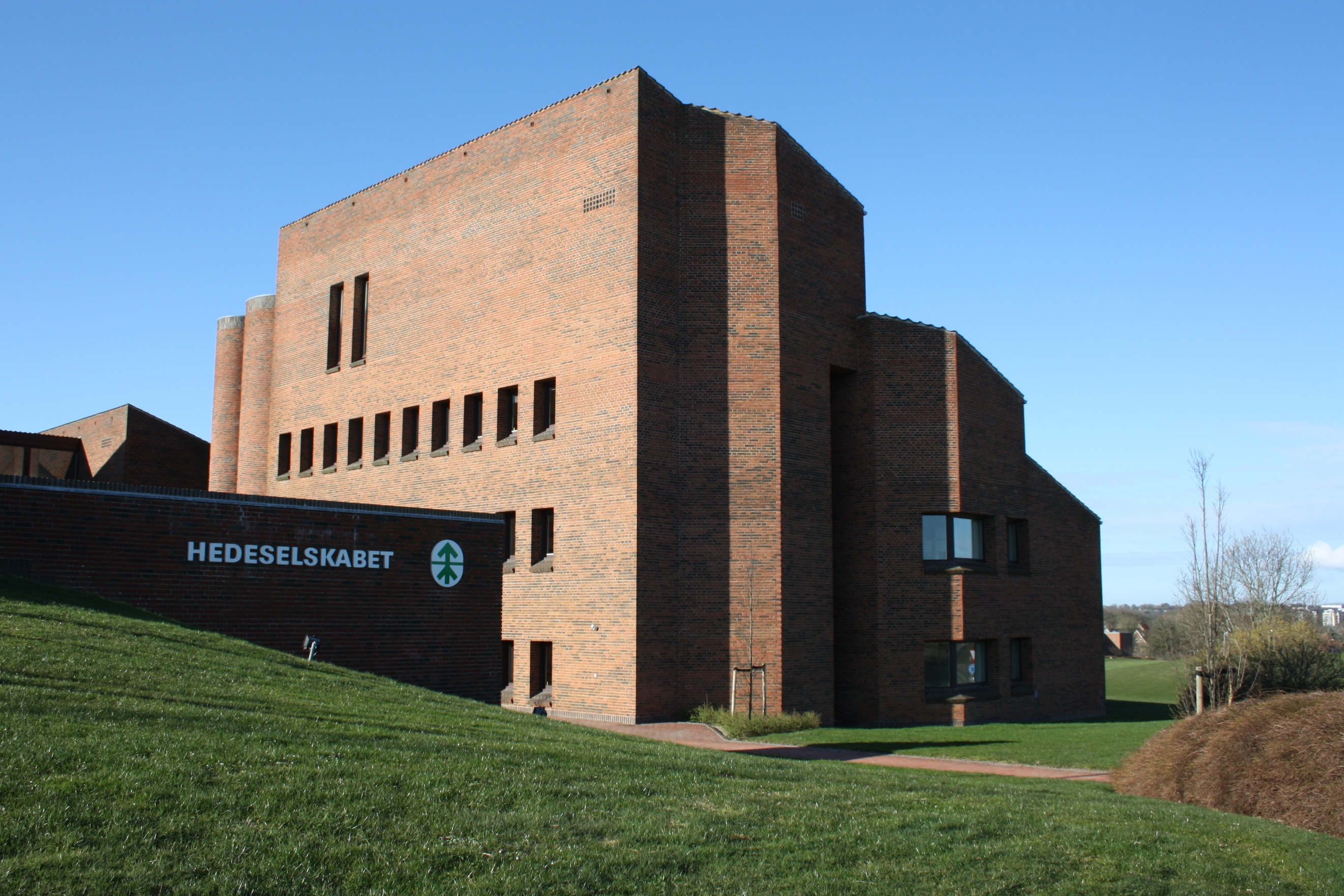
Hedeselskabets huvudkontor i Viborg

Det danke Hedeselskab, eller Hedeselskabet, är en dansk organisation, som sedan slutet av 1800-talet var pådrivande för att öka odlingsmarken i Danmark. Hedeselskabet driver idag både kommersiell verksamhet och stöttar kunskapsutveckling och -spridning beträffande natur- och miljöfrågor. Den har sitt säte i Viborg.

## Historik

### 1866 – 1921
Initiativet till en förening för uppodling av hedarna på Jylland togs på 1850-talet i Viborg av justitssekretær Georg Morville och ingeniørkaptajn Enrico Mylius Dalgas. Den senare hade kommit till Viborg i samband med anläggningen av landsvägen mellan Randers och Holstebro. Tanken förverkligades efter dansk-tyska kriget 1864. Det danske Hedeselskab bildades vid ett möte i Aarhus 1866. 
Sydtet var i början att främja avvattning till ängar, plantera skog och lähägn och förbättra infrastruktur. En viktig metod för jordförbättring som också stöddes, var märgling. Från slutet av 1880-talet blev också utnyttjande av Jyllands mossar en av organisationens arbetsområden. 
Enrico Mylius Dalgas var fram till sin död 1894 under många år Hedeselskabets drivande kraft. Detta år hade sällskapet 4 800 medlemmar och 23 anställda. År 1916 hade sällskapet 9 000 medlemmar och 47 anställda.

### 1921 – 1982
Efter det att Hedeselskabet självt hade etablerat, eller medverkat i etablering av, 100 000 hektar planteringar, fanns det ingen mer hedmark som med fördel kunde planteras. Samtidigt hade man också nått gränsen för vilka områden som kunde omvandlas till äng. Efter Dalgas död 1894 uppstod oenighet om vad organisationen skulle syssla med. Till slut ingrep 1921 politikerna, som insatte den tidigare statsministern Jens Christian Christensen som styrelseordförande. Det blev politiskt bestämt att Hedeselskabet i framtiden skulle svara för markförbättringsprojekt i hela Danmark. Samtidigt fick man ett nytt stort geografiskt arbetsfält i Sønderjylland, som tidigare var försummat, med läplantering, märgelanvändning, dränering och andre former av markförbättring.
Under de följande åren fram till början av 1960-talet blev bortledning av vatten från vattensjuka arealer en av Hedeselskabets huvuduppgifter. Stora mängder dräneringsrör lades ned i markerna och avvattningskanaler, dammar och pumpstationer anlades. I krisåren på 1930-talet blev Hedeselskabet en viktig aktör för staten för att minska arbetslösheten. Många arbetslösa unga män fick arbete inom sällskapets olika verksamheter. Under krigsåren fick Hedeselskabet också en viktig roll för att utnyttja landets torvmossar som torvtäkter.
Det sista stora avvattningsprojektet blev Skjern Å-projektet på 1960-talet. Projektet väckte en omfattande debatt, vilken kom att medverka till att statsmakterna 1966 beslöt att inte längre ge statsbidrag till markvinningsprojekt.

### Från 1982
År 1982 ändrade Hedeselskabet status till att bli en näringsdrivande stiftelse. Samtidigt började avvecklingen av det betydande tillskott av statliga medel, som sällskapet hade finansierats med under hela sin verksamhetstid. Från 1993 har Hedeselskabet varit en egenfinaniserad organisation inriktad på rådgivning inom miljöområdet. Under senare år har Hedeselskabet varit aktivt även utanför Danmark, framför allt i Polen, Baltikum och Tyskland. År 2018 hade organisationen över 1 450 anställda.

## Kongenshus Mindepark
Tanken om en minnespark över hedarnas uppodling väcktes 1934 och började förverkligas 1942, då den 1 200 hektar stora Kongenshus Hede väster om Viborg inköptes. Heden naturskyddades och visar idag hur stora delar av Jylland såg ut förr. Kongenshus Mindepark invigdes 1953.

## Externa länkar

Hedeselskabets huvudkontor i Viborg